# Cilla (bướm đêm)
Cilla  là một chi bướm đêm thuộc họ Erebidae.